# 水芫花
水芫花为千屈菜科水芫花属下的一个种，為分佈於印太沿海地區的喜鹽植物。在中国大陆仅有海南有极少量分布。

## 扩展阅读
- 維基物種上的相關：水芫花